# Thembinkosi Lorch
Thembinkosi Lorch (Bloemfontein, 22 luglio 1993) è un calciatore sudafricano, attaccante del Wydad Casablanca, in prestito dal M. Sundowns.

## Carriera

### Club
Dopo aver giocato con vari club nella prima divisione sudafricana nel 2024 si è trasferito in prestito al Wydad Casablanca, club della prima divisione marocchina.

### Nazionale
Tra il 2016 ed il 2022 ha segnato una rete in 9 presenze con la maglia della nazionale sudafricana, con la quale nel 2019 ha inoltre anche partecipato alla Coppa d'Africa.

## Palmarès

### Club

#### Competizioni nazionali
- MTN 8: 3

Orlando Pirates: 2020, 2022, 2023
- Coppa del Sudafrica: 1

Orlando Pirates: 2022-2023